# Jacobs Hill
Jacobs Hill (offiziell Jacob Hill) ist ein 173 Acres (0,7 km²) großes Naturschutzgebiet rund um den gleichnamigen, 1.063 ft (324 m) hohen Berg in der Nähe von Royalston im Bundesstaat Massachusetts der Vereinigten Staaten, das von der Organisation The Trustees of Reservations verwaltet wird.

## Schutzgebiet
Im Schutzgebiet führen ca. 2 mi (3,2 km) Wanderwege entlang der Kammlinie des Jacobs Hill durch ein mit Birken, Ahornbäumen, Eschen und Buchen bewachsenes Waldstück und verbinden zwei Aussichtspunkte miteinander. Auf dem Weg, der unter anderem auch am Wasserfall Spirit Falls vorbeiführt, können gute Eindrücke des Tully Mountain, des Mount Grace und der Berkshire Mountains insgesamt gewonnen werden. Unterhalb des Weges liegen der See Long Pond und der östliche Zweig des Tully River, der gemächlich in Richtung des Tully Lake fließt.
Am östlichen Ende des Schutzgebiets liegt mit dem See Little Pond die Quelle der Spirit Falls. Es handelt sich um einen klassischen Sumpf, in dem Schwarz-Fichten und Ostamerikanische Lärchen konzentrische Ringe um eine offene Wasserfläche sowie ein großes Vorkommen von Torfmoos bilden. Überquert man den Fluss am Wasserfall, gelangt man zu einem Gebiet mit dem Namen The Ledges. Eine Abzweigung vom Wanderweg verbindet ihn mit dem 22 mi (35,4 km) langen Tully Trail.
Die Grundlage zur Schaffung des Schutzgebiets wurde durch eine anonyme Spende ermöglicht, mit deren Hilfe die Trustees 1975 erste Teilbereiche erwerben konnten. Ergänzende Käufe erfolgten 1978 und 1994.